# Angra Toldo
Angra Toldo est une localité de Sao Tomé-et-Principe située sur la côte est de l'île de Sao Tomé, dans le district de Caué. C'est une ancienne roça.

## Population
Lors du recensement de 2012, le village comptait 433 habitants.